# 根本香绘
根本 香绘（日语：根本 香絵）是日本理论物理学家。以在光子学、超辐射、量子能量传输和线性光学量子计算等领域的研究而闻名。她同时担任国立信息学研究所（NII）和综合研究大学院大学的教授、国立信息学研究所量子信息科学全球研究中心的所长、以及日法联合研究所的联合所长等职务。

## 生平
在东海大学学习物理学后，根本香绘在御茶水女子大学继续攻读硕士。她于1993年取得了硕士学位，并于1995年取得了博士学位。 
在2015年，“由于她是开拓了量子信息处理和通信的量子光学实现理论的先驱”，根本香绘被美国物理学会（APS）量子信息部提名并任命为美国物理学会（APS）会员，除此之外，她还是英国物理学会的会员。